# Zajączkowice-Dwór
Zajączkowice-Dwór – część wsi Zajączkowice w Polsce, położona w województwie świętokrzyskim, w powiecie ostrowieckim, w gminie Waśniów.
W latach 1975—1998 Zajączkowice-Dwór administracyjnie należał do województwa kieleckiego.